# Astroburn
Astroburn è un software di masterizzazione, distribuito in tre edizioni: Lite, Audio e Pro. Astroburn Audio è stato creato per masterizzare CD audio ed accetta dunque solo compact disc. Astroburn Lite è l'edizione libera, in grado di masterizzare CD dati, ma supporta anche DVD e Blu-ray Disc. Austroburn Pro ha superato le altre due edizioni, offrendo un'interfaccia a riga di comando, la possibilità di creare dei boot disk ed un supporto per la masterizzazione di immagini disco. Il software non è in grado di registrare dischi video, come Video CD o DVD-Video.
Il software viene anche offerto come software di masterizzazione in Daemon Tools Lite.